# Amanda Randles
Amanda Randles es una ingeniera biomédica estadounidense que es actualmente la Profesora Ayudante de Ciencias Biomédicas de Alfred Winborne y Victoria Stover Mordeca en Universidad Duke. Es también una profesora ayudante de Ingeniería Biomédica, Informática, y Matemáticas en la Universidad Duke, y un miembro del Instituto de Cáncer de Duke. Sus intereses de búsqueda incluyen informática de alto rendimiento, mecánica de fluidos computacional, y simulacro biomédico.

## Educación
Randles obtuvo el Bachiller universitario en Informática Física de Universidad Duke en 2005. En la Universidad de Harvard, recibió una maestría en Informática en 2010, y completó un doctorado en Física Aplicada en 2013.

## Carrera académica
En 2009, le fue otorgado un Programa de Becas para la Investigación Graduada de la Fundación Nacional para la Ciencia. En 2011, se le otorgó una Asociación de Licenciado de Informática  por el Instituto de Krell , y posteriormente completó un practicum en el Laboratorio Nacional Lawrence Livermore.
En 2015, Randles se unió al Departamento Biomédico de Ingeniería de la Universidad Duke, donde es actualmente la profesora adjunta de Ciencias Biomédicas de Alfred Winborne y Victoria Strover Mordecai en Universidad Duke. En la actualidad ejerce como profesora adjunta de Ingeniería Biomédica, Informática, y Matemáticas en Universidad Duke, y una miembro del Instituto de Cáncer de Duke. También fue nombrada a la Lista Científica del Foro Económico Mundial en 2015 por su trabajo en el "diseño de aplicaciones a gran-escala paralelas que tienen por objetivo resolver problemas de la Física".
En 2017, Randles ganó el Premio Grace Murray Hopper por HARVEY en desarrollo, un software de simulacro de dinámica de fluido capaz de simular sangre fluyendo por un cuerpo humano basado en CT de cuerpo-entero y escáneres de IRM de alguien en particular. Fue nombrada como uno de los  35 innovadores menores de 35 por la Revista de Tecnología de MIT por su trabajo en HARVEY en desarrollo. HARVEY lleva el nombre de William Harvey, el primer físico conocido por completamente describir el sistema circulatorio humano.
En 2018, fue seleccionada como uno de los diez investigadores para correr código en lA computación a exascale, Aurora, como parte de Programa Aurora de Ciencia Preliminar, en el  Laboratorio Nacional Argonne.